# Valkiaislampi
Valkiaislampi är en sjö i Finland. Den ligger i kommunen Pudasjärvi i landskapet Norra Österbotten, i den centrala delen av landet, 600 km norr om huvudstaden Helsingfors. Vähä Vuormajärvi ligger 114,4 meter över havet. Arean är 23,5 hektar och strandlinjen är 2,09 kilometer lång. Sjön  ingår i Kiminge älvs huvudavrinningsområde. 